# Jacurso
Jacurso (Jicùrzu in calabrese) è un comune italiano di 519 abitanti della provincia di Catanzaro in Calabria.
Il centro è rinomato per la produzione del gelato artigianale.

## Geografia fisica
Situato a 441 m s.l.m. a nord del monte Contessa, si affaccia sulla piana lametina. La sua collocazione, quasi centrale nell'istmo catanzarese, offre un'ampia visuale che, nei punti più alti del territorio,  permette un maestoso panorama che spazia dalle coste del Tirreno a quelle dello Ionio.

## Storia

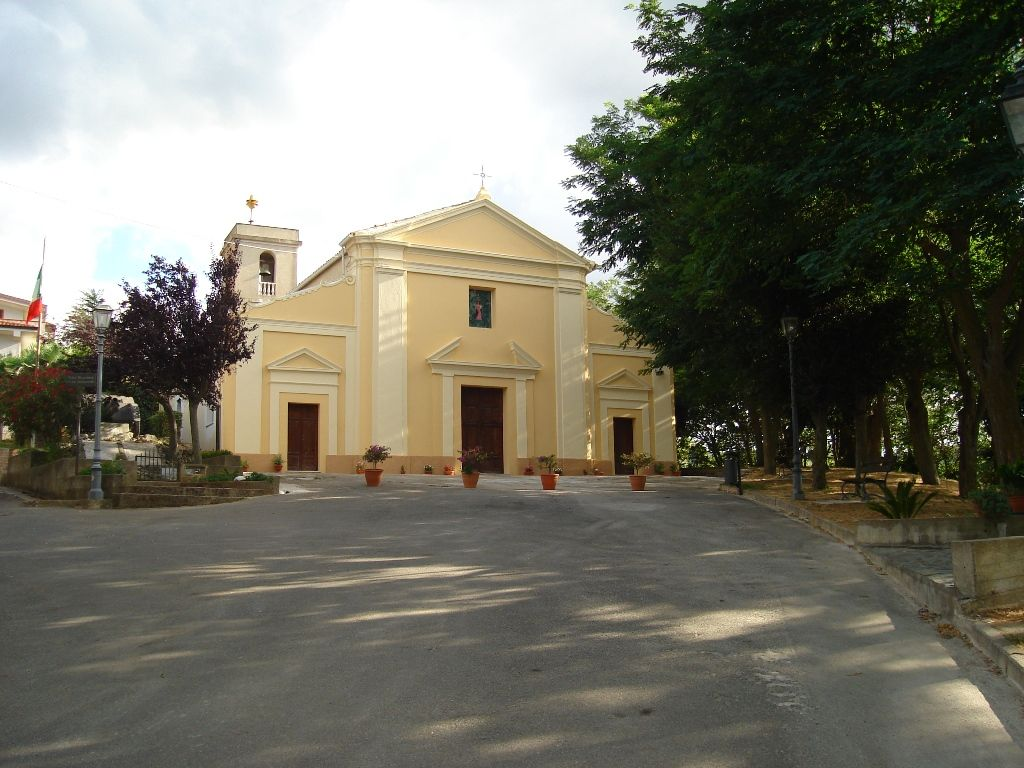
Santuario Madonna della Salvazione

Secondo alcuni racconti popolari, il centro sorse nel XV secolo ad opera di un gruppo di pastori che si stabilirono in queste terre. La prima citazione storica di Jacurso, su un documento storico ufficiale, si trova nell'inventario di Maida del 1466, epoca in cui era un suo Casale parte di quel feudo, con la sua storia legata all'avvicendamento di nobili famiglie feudali, passando dai Caracciolo di Nicastro (1408-1560) ai Palma, ai Carafa di Nocera, ai Loffredo nel 1607 e dal 1699 al 1806, anno dell'eversione della feudalità, ai Ruffo di Bagnara. Nel 1807 venne accorpato nel cosiddetto governo di Maida, mentre nel 1811 venne riconosciuto comune nella stessa giurisdizione e nel 1816 veniva ascritto al circondario di Cortale. La sua storia socio-economica fu condizionata da molti terremoti, uno su tutti quello del 1783. Tra gli edifici degni di nota ci sono il santuario della Madonna della Salvazione che sorge sulle rovine di un convento fondato da padri Carmelitani nel 1576, la chiesa parrocchiale cinquecentesca di San Sebastiano Martire ricostruita dopo il terremoto del 1783 e il palazzo comunale datato 1931.

### Evoluzione demografica
Abitanti censiti

### Tradizioni e folclore

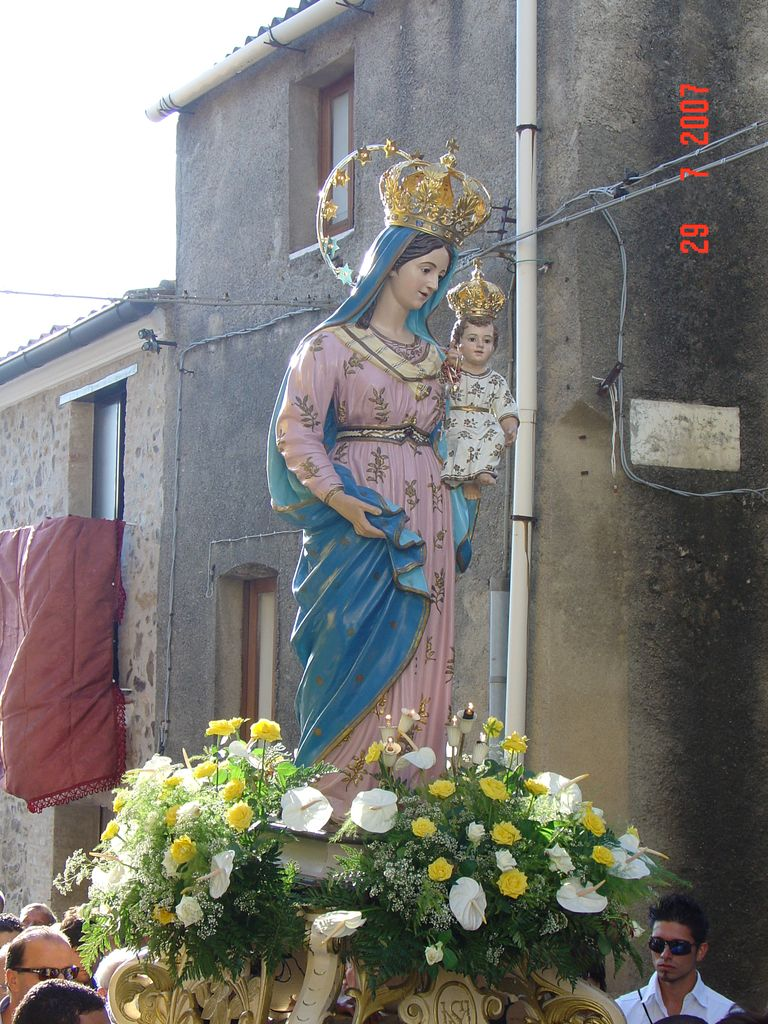
Processione della Madonna della Salvazione

La festa più importante è quella della Madonna della Salvazione, che si svolge l'ultima domenica di luglio. 
Altre processioni sono quelle di San Sebastiano il 20 gennaio, del Venerdì Santo, della Madonna del Carmine il 16 luglio e di Santa Lucia il 13 dicembre.
Nel 2016, grazie all'iniziativa del sindaco Ferdinando Serratore, è stata istituita la "Festa del Ritorno", un evento speciale dedicato a tutti gli emigrati di Jacurso. La festa si celebra ogni primo sabato di agosto, accogliendo con gioia i cittadini che, nel corso degli anni, sono partiti alla ricerca di nuove opportunità, ma che continuano a portare nel cuore il loro legame con il paese d'origine.